# Rhyscotus colimensis
Rhyscotus colimensis är en kräftdjursart som beskrevs av Stanley B. Mulaik 1960. Rhyscotus colimensis ingår i släktet Rhyscotus och familjen Rhyscotidae. Inga underarter finns listade i Catalogue of Life.